# 林權澤
林權澤（韓語：임권택，1934年12月8日—），南韓電影導演，擁有「韓國電影教父」之稱。電影風格帶有強烈視覺感以及豐富的感性智慧，被認為是最了解及最善於表現韓國文化神韻的導演，生涯執導作品超過100部。

## 生平
生於全羅南道長城郡，童年在光州市受教育，朝鮮戰爭期間舉家遷移到釜山市，1956年時移居首爾，並開始對電影產生興趣，開始投入電影拍攝工作，1962年以《再見！豆滿江》作為導演生涯的起點，1997年時獲福岡亞洲文化獎藝術文化獎肯定。
2000年，所執導的《春香传》成為首部入圍坎城影展正式競賽單元的韓國電影。2002年，以《醉畫仙》獲得第55屆坎城影展最佳導演獎。2005年，在第55屆柏林影展上成為首位獲得榮譽金熊獎的亞洲人。

## 其他經歷
- 2014年：第十七屆亞洲運動會開幕式總導演

## 作品
- 1962年：《再見！豆滿江》
- 1974年：《證言》
- 1976年：《洛东江大决战（朝鲜语：낙동강은 흐르는가）》
- 1981年：《曼陀羅》
- 1986年：《種女》
- 1990年：《將軍的兒子》
- 1991年：《將軍的兒子2》
- 1992年：《將軍的兒子3》
- 1993年：《西便制》（悲歌一曲）
- 1994年：《太白山脈》
- 1997年：《娼》
- 2000年：《春香传》
- 2002年：《醉畫仙》
- 2004年：《下流人生》
- 2007年：《千年鶴》（第100部作品）
- 2011年：《升起月光》
- 2014年：《化妝，火葬》

## 外部連結
- 林權澤在互联网电影资料库（IMDb）上的資料（英文）
- 林權澤在豆瓣上的资料（简体中文）
- Page about the Korean New Wave at asianinfo.org （页面存档备份，存于）
- Crow, Jonathan. . Allmovie.   [2007-11-03].[永久]
- NAVER（韩文）
- Naver Cast - Im Kwon-taek （页面存档备份，存于）
- Doosan Encyclopedia - Im Kwon-taek （页面存档备份，存于）